# 塔科·法尔
埃爾·哈吉·塔科·塞雷涅·迪奧普·法爾（英語：El Hadji Tacko Sereigne Diop Fall，1995年12月10日—）為塞內加爾男子籃球運動員。

## 早年生活
法尔在塞内加尔出生，16歲時移居美國。在高中時期，身高已達7英尺6英寸（2.29），而且還在長高，令他成為全美國最高的高中籃球員。现在的他是NBA最高的球员，也是全世界最高的人类之一。

## 職業生涯
2019年NBA選秀，法爾落選，隨即與波士頓凱爾特人隊簽下一份雙向合同，從而進入NBA。2021年，法尔与波士顿凯尔特人队的合约早已结束，这段时间前途未卜的他终于在克利夫兰骑士队找到机会，双方正式签约。
2022年9月18日，中国男子篮球职业联赛新疆广汇與法尔完成簽約。2023年8月14日，法尔加盟南京同曦。2024年11月25日，澳洲國家籃球聯賽紐西蘭破壞者與法尔簽約至2025-26賽季結束。2025年3月2月，南京同曦與法尔簽約參加2024-25賽季。

## 外部連結
- 塔科·法尔在fiba.basketball（英语）
- 塔科·法尔在NBA官網（英语）
- 塔科·法尔在NBA G聯盟官網（英语）
- 塔科·法尔在中国男子篮球职业联赛官網
- 塔科·法尔在Basketball-Reference.com（NBA）（英语）
- 塔科·法尔在Basketball-Reference.com（NBA G聯盟）（英语）
- 塔科·法尔在Basketball-Reference.com（國際）（英语）
- 塔科·法尔在Sports-Reference.com（NCAA）（英语）
- 塔科·法尔在ESPN（NBA）（英语）
- 塔科·法尔在Eurobasket.com（球員）（英语）
- 塔科·法尔在Proballers（英语）
- 塔科·法尔在RealGM（英语）
- 塔科·法尔在中国篮球数据库